# Fruits of Desire

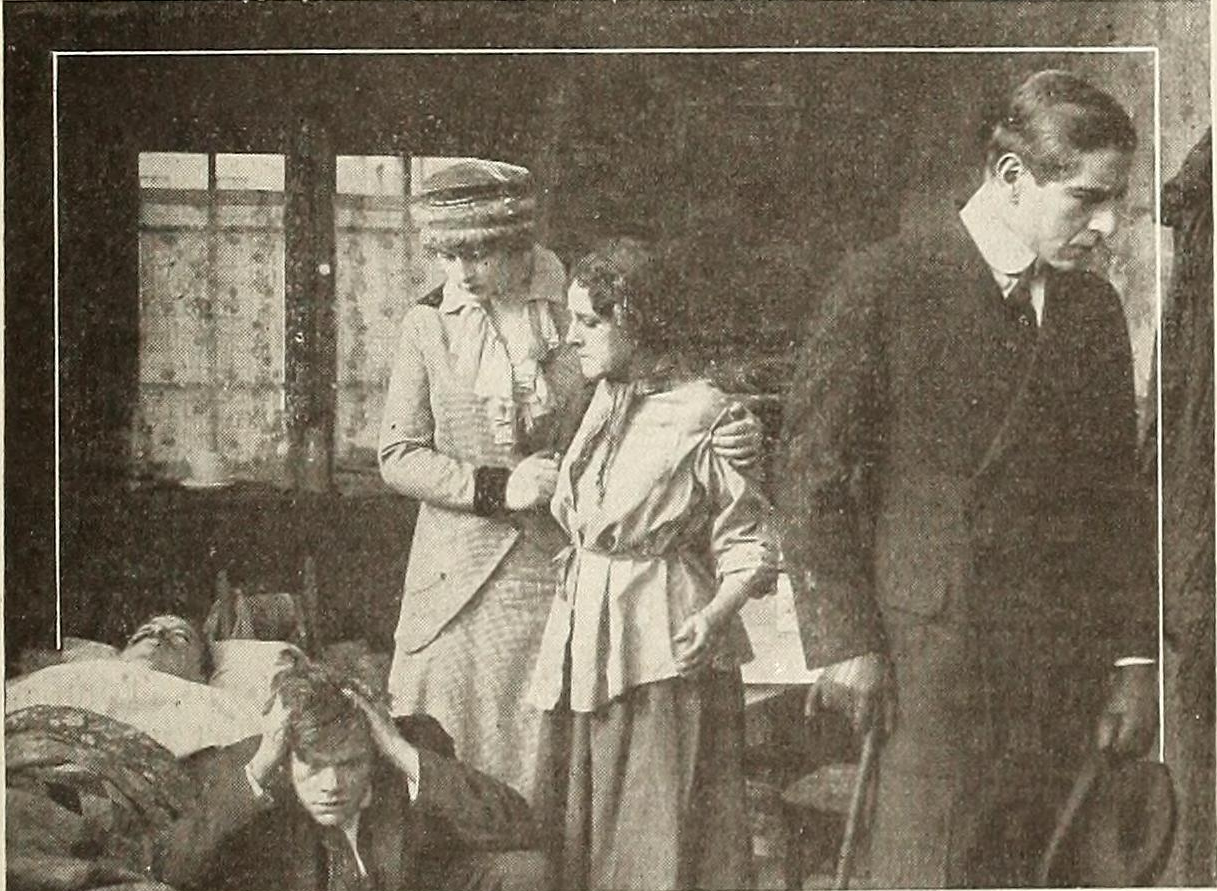
Fotograma de la pel·lícula

Fruits of Desire és una pel·lícula muda dirigida per Oscar Eagle i protagonitzada per Robert Warwick i Madlaine Traverse entre d'altres. La pel·lícula, basada en la novel·la “The Ambition of Mark Truitt”,de Henry Russell Miller, es va estrenar el 31 de gener de 1916.

## Argument
Mark Truitt somia convertir-se en un magnat d'acer, de manera que abandona la seva llar al camp, així com la seva estimada Unity i s'instal·la a Pittsburgh. Comença com a peó a la fàbrica d'acer, però aviat es converteix en un capatàs i després en un superintendent. Mark viu amb l'encarregat de la fàbrica, la filla del qual, Kazia, s'enamora d'ell. Truitt, però, torna sol al seu poble natal i construeix la seva pròpia acereria. Esdevé ric i es casa amb Unity, però els diners la canvien i la parella s'acaba divorciant. Al final, Mark torna a Pittsburgh, troba Kazia, que mai no l'ha deixat d'estimar, i es casa amb ella.

## Repartiment
- Robert Warwick (Mark Truitt)
- Madlaine Traverse (Kazia, filla de Roman Androskia)
- Dorothy Fairchild (Unity)
- Robert Cummings (Thomas Henley, amo de l'acereria)
- Alec B. Francis (Jeremiah Quimby)
- Ralph Delmore (Roman Androskia, encarregat)
- D.J. Flanagan (Blair)
- James T. Mack (Piotr, fill de Roman Androskia)
- James Ewens (Gracy)
- Adolph Lestina (reverend Courtenay)
- Philip Basi (doctor Graham)
- Julia Stuart[1]
- Phyllis Haseltine
- Mildred Havens